# جنایت علیه بشریت
جنایت علیه بشریت (به انگلیسی: Crimes against humanity) اعمال مشخصی هستند که عمداً توسط یک دولت، یا از طرف یک دولت، به‌عنوان بخشی از یک سیاست گسترده یا سازمان‌یافته، معمولاً علیه افراد غیرنظامی، در زمان جنگ یا صلح، انجام می‌شود. جنایت علیه بشریت با جنایت جنگی متفاوت است زیرا جنایت جنگی معمولاً اعمال جداگانه و موردی است که سربازان مرتکب می‌شوند، در حالی که جنایت علیه بشریت در راستای پیش‌برد سیاست یک دولت یا سازمان انجام می‌شود. ماهیت خشونت‌آمیز چنین اعمالی نقض شدید حقوق بشر تلقی می‌شود، از این رو این نام انتخاب شده‌است.
جنایت علیه بشریت، اوّلین بار در دادگاه نورنبرگ به عنوان یک اتهام حقوقی مطرح شد. از آن زمان تاکنون، دادگاه‌های بین‌المللی دیگری مانند دادگاه بین‌المللی کیفری یوگسلاوی سابق، دادگاه بین‌المللی کیفری برای رواندا و دیوان کیفری بین‌المللی، و همچنین دادگاه‌های داخلی کشورها، اتهام جنایت علیه بشریت را مورد پیگرد و رسیدگی قرار داده‌اند. موازین حقوقی جنایت علیه بشریت عمدتاً از طریق تکامل و پیشرفت حقوق بین‌الملل عرفی شکل گرفته‌است. جنایت علیه بشریت تاکنون در قالب یک معاهدهٔ بین‌المللی تدوین نشده‌است امّا طی سالیان اخیر تلاش‌هایی در سطح بین‌المللی برای تدوین چنین معاهده‌ای انجام شده‌است.
برخلاف جنایت جنگی، جنایت علیه بشریت ممکن است هم در زمان جنگ و هم در زمان صلح انجام شود. جنایت علیه بشریت به رخدادهای انفرادی و پراکنده توسط چند فرد گفته نمی‌شود بلکه هنگامی محقق می‌شود که ارتکاب جنایات گسترده، بخشی از سیاست یک دولت باشد (هرچند لازم نیست که مباشران ارتکاب جنایت با این سیاست همراه و همدل باشند) یا وقتی که ارتکاب گستردهٔ اعمال قساوت‌بار، از سوی دولت یا یک مقام دفاکتو، تحمل یا تشویق شود. جنایت جنگی، قتل، کشتار، اقدامات ضدانسانی، نسل‌کشی، پاکسازی نژادی، نفی بلد، آزمایش‌های غیراخلاقی بر روی انسان، مجازات‌های غیرقانونی شامل اعدام فراقانونی، استفاده از جنگ‌افزار کشتارجمعی، تروریسم دولتی یا حمایت دولتی از تروریسم، استفاده از جوخه‌های مرگ، آدم‌ربایی و ناپدیدسازی قهری، استفاده نظامی از کودکان، حبس ناعادلانه، برده‌داری، شکنجه، تجاوز جنسی، سرکوب سیاسی، نژادپرستی، آزار و اذیت دینی و دیگر موارد نقض حقوق بشر، ممکن است به حد و آستانه‌ای برسد که مصداق جنایت علیه بشریت محسوب شود البتّه به شرطی که بخشی از یک سیاست و رفتار گسترده و سازمان‌یافته باشد.
جنایت علیه بشریت، مفهوم گسترده‌تری از نسل‌کشی دارد. در جنایت علیه بشریت لازم نیست یک گروه خاص هدف قرار بگیرد بلکه به‌طور کلی، یک جمعیت غیرنظامی شامل گروه‌های سیاسی و غیره ممکن است هدف این جنایات واقع شود. در جنایت علیه بشریت، برخلاف نسل‌کشی، قصد مرتکب به نابودی کل یا بخشی از گروه موردنظر، شرط نیست.

## مفاهیم و کاربردهای اولیه
عبارت «جنایت علیه بشریت» ممکن است کمی مبهم و دوپهلو باشد زیرا کلمهٔ «بشریت» هم می‌تواند معنای انسان (نوع بشر به‌طور کلی) بدهد و هم معنای انسانیت (فضیلت)، امّا تاریخچهٔ شکل‌گیری عبارت نشان می‌دهد که معنای دوم مراد بوده‌است.

### لغو تجارت برده
در سال ۱۸۱۴ چندین معاهدهٔ دوجانبه به امضا رسید که زمینه‌ساز تدوین معاهدهٔ چندجانبه‌ای به نام اعلامیهٔ نهایی کنگره وین (۱۸۱۵) شد که در بخشی از آن تجارت برده به زبانی اخلاقی محکوم و نکوهش شده بود. در پیمان پاریس (۱۸۱۴) میان بریتانیا و فرانسه، عبارت «اصول عدالت طبیعی» آمده بود، و نمایندگان تام‌الاختیار بریتانیا و ایالات متحده آمریکا نیز در پیمان گنت (۱۸۱۴) بیان کردند که تجارت برده، نقض «اصول انسانیت و عدالت» است.
در اوّلین جمله از یک سند چندجانبه به نام اعلامیهٔ قدرت‌ها دربارهٔ لغو تجارت برده مورخ ۸ فوریه ۱۸۱۵ (که بخش پانزدهم اعلامیهٔ نهایی کنگره وین نیز بود) مفهوم «اصول انسانیت و اخلاق جهانی» به‌عنوان توجیهی برای پایان تجارت برده به کار برده شده‌است.
حزب جمهوری‌خواه آمریکا در زمان انتخابات ریاست‌جمهوری ۱۸۵۶ در بیانیه‌ای تجارت برده را جنایت علیه قانون اساسی آمریکا و جنایت علیه بشریت نامید. حزب جمهوری‌خواه آمریکا در زمان انتخابات ریاست جمهوری ۱۸۶۰ نیز در مادهٔ ۹ اعلامیهٔ خود بیان کرد که ازسرگیری تجارت بردگان آفریقایی تحت لوای پرچم آمریکا، با کمک و حمایت قوهٔ قضائیهٔ کشور، جنایت علیه بشریت و مایهٔ ننگ است و از کنگرهٔ ایالات متحده آمریکا خواست تا اقدامات فوری و موثّری برای پایان قطعی این وضعیت انجام بدهد. ویلیام هنری هریسون، رئیس‌جمهور آمریکا، در نخستین پیام سالیانهٔ خود در دسامبر ۱۸۸۹، تجارت برده در آفریقا را «جنایت علیه بشریت» نامید.
یک کشیش و سیاستمدار و مورّخ آمریکایی به نام جورج واشینگتن ویلیامز، در نامه‌ای خطاب به وزیر امور خارجه ایالات متحده آمریکا، در توصیف جنایات انجام شده توسط دولت لئوپولد دوم (بلژیک) در ایالت آزاد کنگو در سال ۱۸۹۰، از عبارت «جنایت علیه بشریت» استفاده کرد. این یکی از اوّلین موارد استفاده از این اصطلاح به معنای مدرن آن در زبان انگلیسی است.

### معاهدات بین‌المللی
در چارچوب حقوق معاهدات، عبارت جنایت علیه بشریت ابتدا در دیباچهٔ دومین کنوانسیون لاهه در ۱۸۹۹ و سپس در دیباچه و مقررات کنوانسیون لاهه در ۱۹۰۷ ذکر شد که هدف این کنوانسیون‌ها تدوین قواعد جدید حقوق بین‌الملل بشردوستانه بود. در دیباچهٔ این دو کنوانسیون، برای اشاره به ارزش‌های مدون نشدهٔ انسانی، از عبارت «قوانین بشریت» استفاده شده‌است.

### جنگ جهانی اوّل
در ۲۴ مه ۱۹۱۵، سه کشور تفاهم مثلث یعنی بریتانیا، فرانسه و روسیه، مشترکاً بیانیه‌ای صادر کردند و ضمن محکوم کردن کشتار ارامنه، برای نخستین بار صریحاً دولت دیگری را به «ارتکاب جنایت علیه بشریت» متهم کردند. در بخشی از بیانیه آمده بود که با توجّه به جنایات جدید امپراتوری عثمانی علیه بشریت و تمدن، دولت‌های متفقین رسماً خطاب به باب عالی اعلام می‌کنند که تمامی اعضای دولت عثمانی و همچنین مأموران آنها را که در چنین کشتارهایی دست داشته‌اند شخصاً بابت این جنایات مسئول خواهند شناخت.
در پایان جنگ جهانی اوّل، یک کمیسیون بین‌المللی جنایات جنگی تشکیل شد و پیشنهاد کرد که دادگاهی برای رسیدگی به «موارد نقض قوانین بشریت» برپا شود امّا نمایندهٔ ایالات متحده اعتراض کرد که اصطلاح «قوانین بشریت» هنوز به قدر کافی تکامل نیافته و روشن نیست و در نتیجه این مفهوم دنبال نشد.

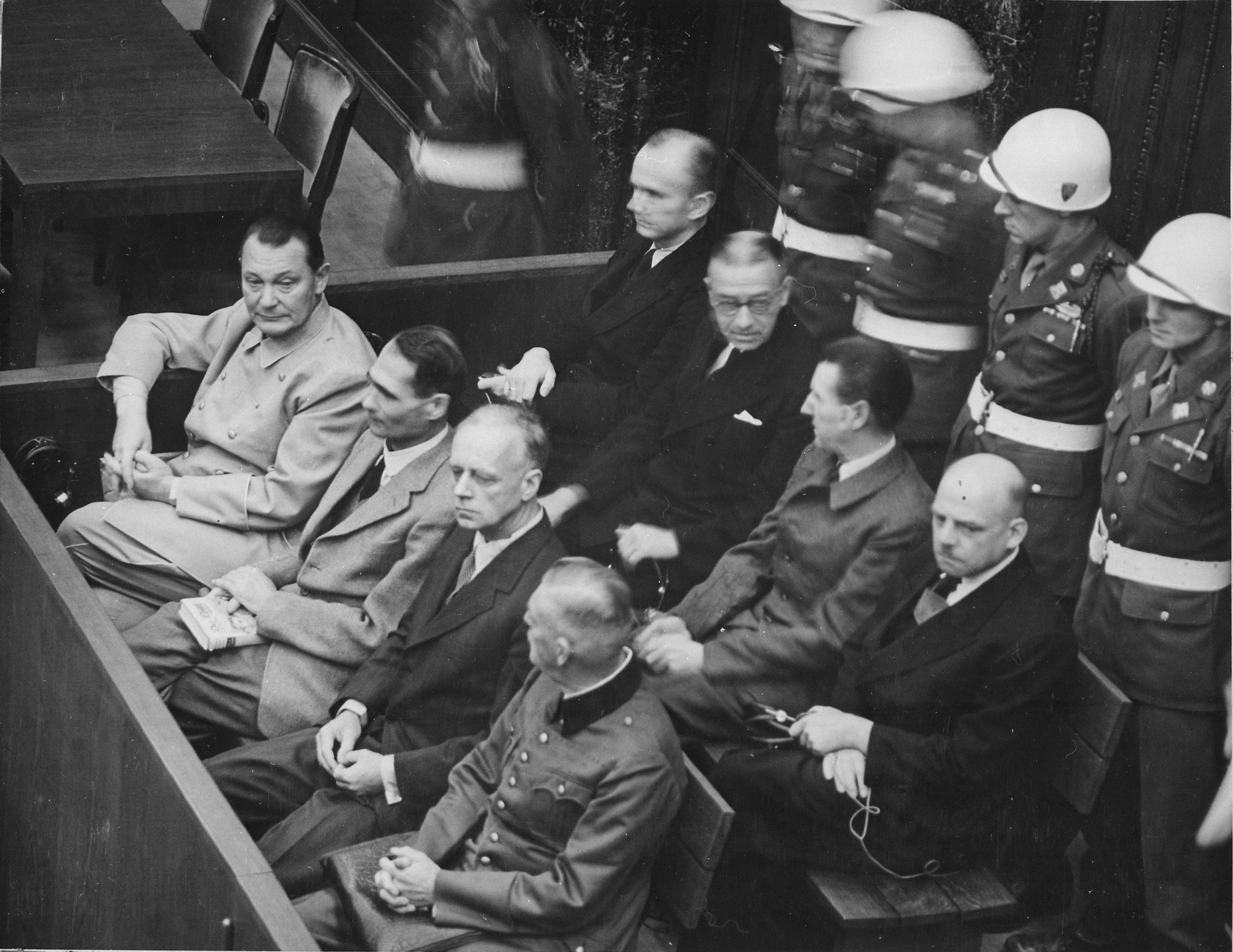
دادگاه نورنبرگ. متهمان در جایگاه مخصوص خود نشسته‌اند. هرمان گورینگ (ردیف پایین، گوشه سمت چپ) برجسته‌ترین مقام دولت آلمان نازی بود که زنده مانده بود.

در یکی از گزارش‌های سازمان ملل متحد در سال ۱۹۴۸، به استفاده از عبارت «جنایت علیه بشریت» درخصوص کشتار ارامنه به‌عنوان سابقه‌ای برای منشور دادگاه نورنبرگ و دادگاه توکیو ارجاع داده شد.

### دادگاه نورنبرگ
پس از پایان جنگ جهانی دوم، منشور لندن برای تشکیل دادگاه بین‌المللی نظامی، حقوق و آیین دادرسی دادگاه نورنبرگ را تعیین کرد. تهیه‌کنندگان پیش‌نویس این منشور با این مشکل مواجه بودند که چگونه باید به هولوکاست و جنایات فجیعی که به‌دست رژیم نازی انجام شده بود پاسخ بدهند. فهم سنتی از جنایت جنگی، برای جنایاتی که به دست یک دولت علیه شهروندانش انجام شده بود کفاف نمی‌داد؛ بنابراین مادهٔ ۶ این منشور به نحوی نوشته شد که نه تنها شامل جنایات جنگی سنتی و جنایت علیه صلح، بلکه دربرگیرندهٔ جنایت علیه بشریت هم باشد. در این منشور، جنایت علیه بشریت تعریف شده بود به «قتل، نابودسازی، برده‌داری، نفی‌بلد و دیگر اعمال غیرانسانی علیه هر جمعیت غیرنظامی، قبل یا حین جنگ، یا آزار و اذیت افراد به دلایل سیاسی، نژادی یا مذهبی… فارغ از آنکه مرتکب نقض قوانین داخلی کشور باشد یا نباشد».

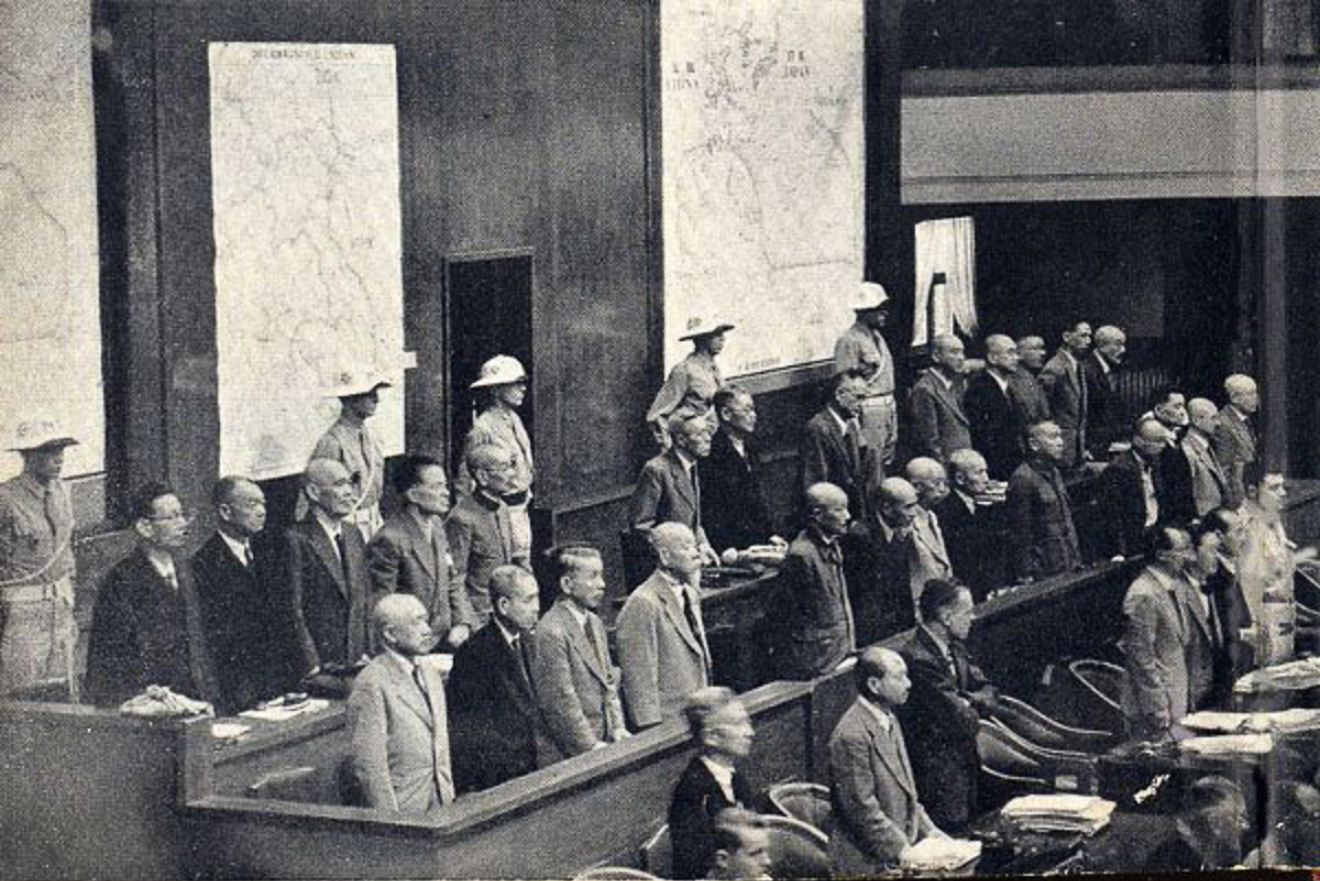
متهمان دادگاه توکیو

### دادگاه توکیو
پس از پایان جنگ جهانی دوم، دادگاه بین‌المللی نظامی برای خاور دور یا دادگاه توکیو، برای محاکمهٔ رهبران امپراتوری ژاپن بابت ارتکاب سه نوع جنایت تشکیل شد: «طبقهٔ الف» (جنایت علیه صلح)، «طبقهٔ ب» (جنایت جنگی) و «طبقهٔ ج» (جنایت علیه بشریت). مبنای حقوقی تشکیل این دادگاه، منشور دادگاه بین‌المللی نظامی برای خاور دور (CIMTFE) بود که در ۱۹ ژانویه ۱۹۴۶ صادر شده بود. این دادگاه در ۳ مه ۱۹۴۶ آغاز شد و در ۱۲ نوامبر ۱۹۴۸ به کار خود پایان داد.

## مصادیق متأخر جنایت علیه بشریت

### آپارتاید
آزار و اذیت سازمان یافتهٔ یک گروه نژادی به دست گروهی دیگر، مانند آنچه در جریان آپارتاید به‌دست دولت آفریقای جنوبی انجام می‌شد، در سال ۱۹۷۶ توسط مجمع عمومی سازمان ملل متحد، مصداق جنایت علیه بشریت شناخته شد. طبق منشور ملل متحد (مواد ۱۳، ۱۴ و ۱۵) اقدامات مجمع عمومی برای شورای امنیت سازمان ملل متحد نقش مشورتی دارند. مجمع عمومی تاکنون در زمینهٔ محاکمهٔ عوامل جنایت علیه بشریت مربوط به آپارتاید، دست به اقدامی نزده‌است.

### تجاوز و خشونت جنسی
در منشور نورنبرگ و منشور توکیو هیچ عبارتی ذکر نشده بود که جنایات جنسی یا مبتنی بر جنسیت را صریحاً جنایت جنگی یا جنایت علیه بشریت بشناسد. اساسنامهٔ دادگاه بین‌المللی کیفری یوگسلاوی سابق و اساسنامهٔ دادگاه بین‌المللی کیفری برای رواندا هردو تجاوز جنسی را به‌عنوان جنایت علیه بشریت شناسایی کردند. اساسنامهٔ دیوان کیفری بین‌المللی اولین سند بین‌المللی بود که صریحاً انواع مختلف جنایات جنسی و مبتنی بر جنسیت (از جمله تجاوز جنسی، برده‌داری جنسی، تن‌فروشی اجباری، بارداری اجباری، عقیم‌سازی اجباری و دیگر انواع خشونت جنسی) را برشمرد که می‌تواند هم مصداق جنایت علیه بشریت و هم جنایت جنگی در مخاصمات مسلحانه بین‌المللی یا غیربین‌المللی باشد.
در سال ۲۰۰۸ شورای امنیت سازمان ملل قطعنامهٔ ۱۸۲۰ را صادر کرد که در آن اشاره شده بود تجاوز و دیگر اشکال خشونت جنسی می‌تواند مصداق جنایت‌جنگی، جنایت علیه بشریت یا یکی از اعمال بنیادین نسل‌کشی باشد.

## تعریف جنایت علیه بشریت در اساسنامهٔ رم

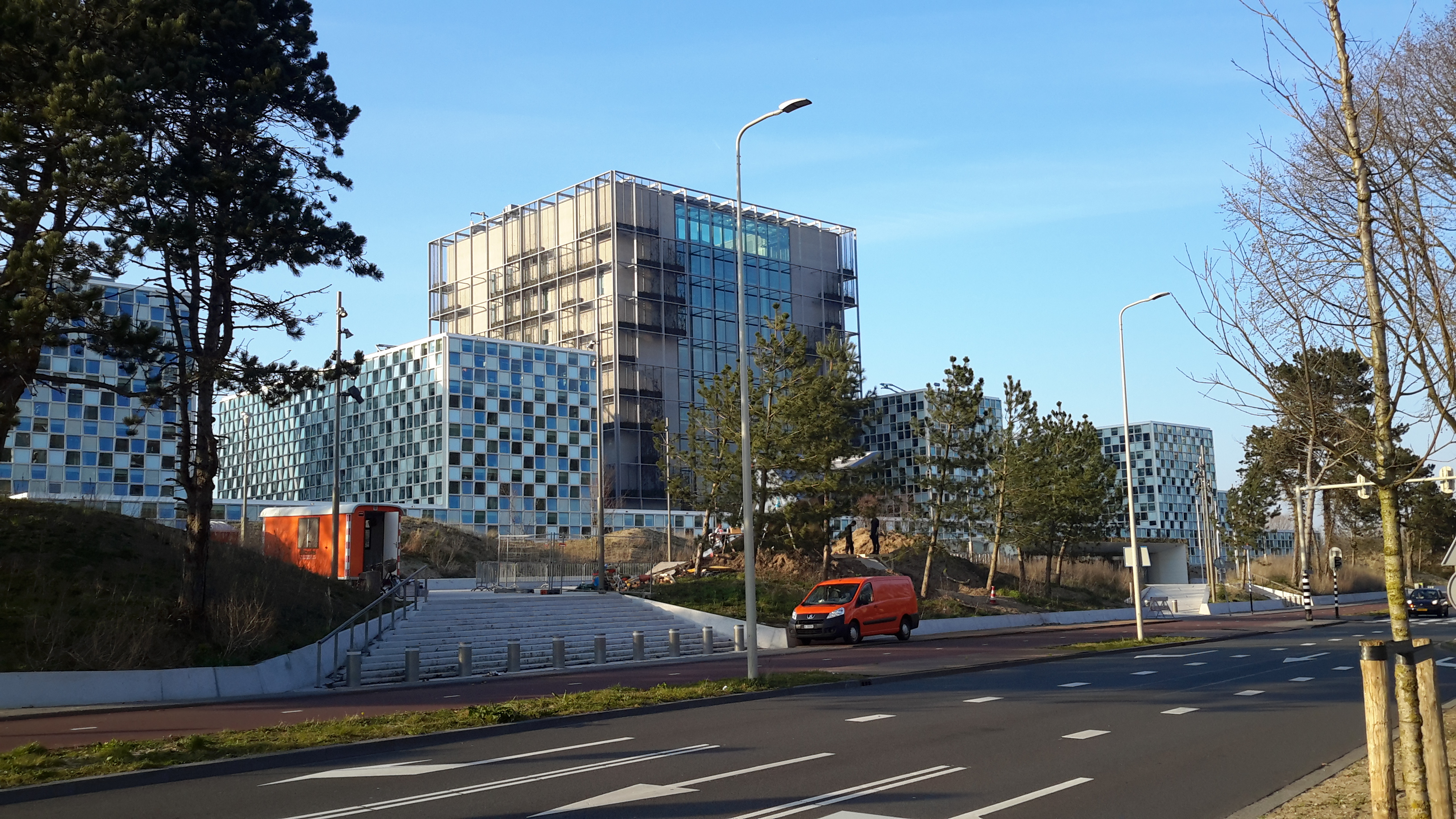
مقر دیوان کیفری بین‌المللی در شهر لاهه.

اساسنامهٔ رم که معاهده‌ای بین‌المللی برای تشکیل دیوان کیفری بین‌المللی (ICC) است، جنایت علیه بشریت را در مادهٔ ۷ بدین نحو تعریف کرده‌است:
«جنایت علیه بشریت» عبارت است از انجام هر یک از اعمال ذیل به عنوان بخشی از یک حمله علیه گروهی غیرنظامی که به شکل گسترده یا سازمان‌یافته صورت بگیرد، با اطلاع از حمله: الف) قتل؛ ب) نابودسازی؛ ج) برده‌سازی؛ د) اخراج یا انتقال اجباری جمعیت؛ هـ) محبوس ساختن یا دیگر شکل‌های محرومیت شدید از آزادی جسمی که ناقض مفاد اساسی حقوق بین‌الملل باشد؛ و) شکنجه؛ ز) تجاوز جنسی، برده‌کشی جنسی، فحشای اجباری، حاملگی اجباری، عقیم‌سازی اجباری، یا هر نوع خشونت جنسی دیگر در همان سطح؛ ح) آزار و تعقیب یک گروه یا جمعیت مشخص به دلایل سیاسی، نژادی، ملی، قومی، فرهنگی، مذهبی، جنسی، به شرحی که در بند ۳ مشخص گردیده، یا به دلایل دیگری در سطح جهان بر اساس قوانین بین‌المللی در ارتباط با هر یک از اعمالی که در این بند یا هر جرم دیگری که در حیطهٔ صلاحیت این دیوان باشد به عنوان یک عمل غیرمجاز به رسمیت شناخته شده باشد؛ ط) ناپدیدشدن اجباری افراد؛ ی) جنایت نژادپرستی؛ ک) دیگر اعمال غیرانسانی با خصوصیاتی مشابه که به قصد وارد آوردن عمدی درد و رنج شدید یا آسیب رساندن جدی به بدن، یا سلامت جسمی یا روانی افراد صورت گیرد.
طبق بند ۲-الف این ماده، «حمله علیه یک گروه غیرنظامی» به مجموعه‌ای از اعمال گفته می‌شود که به دنبال یا در ادامهٔ سیاست یک دولت یا سازمان برای انجام چنین حمله‌ای صورت می‌گیرد و شامل ارتکاب مکرر اعمالی علیه جمعیت غیرنظامی می‌شود که در بند ۱ به آن اشاره شده‌است.

## اتحادیهٔ اروپا
کمیسیون وزیران شورای اروپا در ۳۰ آوریل ۲۰۰۲ توصیه‌هایی را درخصوص حفاظت از زنان در مقابل خشونت صادر کرد. در بخش «اقدامات اضافی درخصوص خشونت در وضعیت مخاصمه و پس از مخاصمه»، در بند ۶۹ آمده‌است که کشورهای عضو باید «تجاوز جنسی، برده‌کشی جنسی، بارداری اجباری، عقیم‌سازی اجباری یا هر شکل دیگری از خشونت جنسی با شدت مشابه را جرم‌انگاری کرده و آن را مصداق نقض غیرقابل‌تحمل حقوق بشر، جنایت علیه بشریت، و در صورت وقوع در بستر مخاصمه مسلحانه، جنایت جنگی تلقی نمایند».